# Сирм
Сирм (др.-греч. Σύρμος) — царь фракийского племени трибаллов, правивший в IV веке до н. э.

## Биография
В результате победы македонского царя Филиппа II в 339 году до н. э. над скифским правителем Атеем македоняне захватили в плен большое количество скифских женщин и детей. Трибаллы не разрешили пропустить войско Филиппа, отягощенное полоном, через свои земли без выкупа. Царь, отказавшись это сделать, вступил в битву, однако в разгоревшемся сражении был тяжело ранен. Воспользовавшись наступившим среди македонян в результате этого замешательством, трибаллы смогли отбить у них живую добычу.
В 336 году до н. э. после смерти Филиппа против его наследника Александра выступили многие ранее усмиренные варварские племена. Александр не мог в преддверии намеченного восточного похода оставить границы Македонии открытыми, поэтому выступил на север.
После победы, одержанной над «независимыми фракийцами» у гор Гема, македоняне около 335—334 гг. до н. э. вступили на землю трибаллов. У реки Лигин Александр нанес им решительное поражение, напав на лагерь трибаллов, когда они не ожидали нападения. При этом на поле боя остались лежать убитыми три тысячи варваров. У македонян потери, согласно Арриану, составили всего несколько десятков человек.
Сирм же со своими приближенными и семьей бежал на остров Певка, расположенный в дельте реки Истр. Македоняне не могли там высадиться из-за стремительного течения и недостатка кораблей, присланных на помощь из Византия, а также оказанного ожесточенного сопротивления. Однако затем Александр пересек реку и, напав на пришедших на помощь трибаллам гетов, полностью разбил их войско, после чего захватил и отдал на разграбление своим солдатам город гетов. Сирм, узнав об этом, направил к Александру послов и смиренно попросил дружбы и союза.
Наместников Фракии Александр оставил Зопириона.
Хотя Сирм считался основателем города Сирмия, но это предание возникло уже позднее.